# 月蝶魚
月蝶魚又名拉馬克刺蝶魚，俗称拉马克神仙，為輻鰭魚綱鱸形目鱸亞目蓋刺魚科的其中一個種。

## 分布
本魚分布於印度西太平洋區，包括日本、台灣、中國、菲律賓、印尼、馬來西亞、柬埔寨、關島、越南、泰國、新幾內亞、索羅門群島、萬那杜等海域。

## 深度
水深10至35公尺。

## 特徵
本魚體側扁，略呈橢圓形，體呈灰白色，體側具有三條黑色細橫條紋，尾鰭密部許多細黑點，其上下葉延長。雌魚在背鰭及腹面有黑色條紋，雄魚則腹鰭為黑色。背鰭硬棘15枚；背鰭軟條15- 16枚；臀鰭硬棘3枚；臀鰭軟條16至17枚，體長可達25公分。

## 生態
本魚棲息於珊瑚礁區，成小群游動，屬肉食性，以浮游動物為食。

## 經濟利用
為觀賞性魚類。